# Мехмед Суфи Кула
Мехмед Суфи Кула (на турски: Mehmet Suphi Kula) е османски офицер и генерал от турската армия.

## Биография
Роден е през 1881 г. в град Битоля, тогава в Османската империя. Заема длъжности като командир на шеста кавалерийска дивизия, четиринадесета кавалерийска дивизия, първи кавалерийски дивизион, Членува във Военния касационен съд и в комитет по проверките на Централното командване в Истанбул.
Участва в Балканските войни, Първата световна и Турската война за независимост.